# Russische parlementsverkiezingen 2011
Op 4 december 2011 vonden er parlementsverkiezingen in de Russische Federatie plaats. Door de fraude in de verkiezingen vonden er protesten plaats tegen Poetin en voor eerlijke verkiezingen. Zo kreeg Verenigd Rusland, volgens de officiële uitslag, in Kaukasusregio 99,76% van de stemmen.

## Uitslag
Het opkomstpercentage lag op 60,10 procent.
Nadat 98% van de stemmen was geteld, werd op 5 december een voorlopige uitslag meegedeeld: Verenigd Rusland van (toenmalig ex-) president Vladimir Poetin bleek meer dan 49% van de stemmen te hebben binnengehaald en zal 238 van de 450 parlementszetels gaan bezetten, niet voldoende om de Russische grondwet te kunnen wijzigen (hiervoor is een tweederdemeerderheid vereist).
Tweede werd de Communistische Partij van de Russische Federatie onder leiding van Gennadi Zjoeganov met 92 zetels, derde het sociaaldemocratische Rechtvaardig Rusland met 64 zetels en vierde het ultranationalistische en extreemrechtse Liberaal-Democratische Partij van Rusland van Vladimir Zjirinovski dat 56 zetels in de wacht sleepte.
| Uitslag van de parlementsverkiezingen            | Uitslag van de parlementsverkiezingen | Uitslag van de parlementsverkiezingen | Uitslag van de parlementsverkiezingen | Uitslag van de parlementsverkiezingen |
| Partij                                           | Russisch                              | Stemmen                               | %                                     | Zetels                                |
| ------------------------------------------------ | ------------------------------------- | ------------------------------------- | ------------------------------------- | ------------------------------------- |
| Verenigd Rusland                                 | Единая Россия                         | 32.379.135                            | 49,32%                                | 238                                   |
| Communistische Partij van de Russische Federatie | КПРФ                                  | 12.599.507                            | 19,19%                                | 92                                    |
| Rechtvaardig Rusland                             | Справедливая Россия                   | 8.695.522                             | 13,24%                                | 64                                    |
| Liberaal-Democratische Partij van Rusland        | ЛДПР                                  | 7.664.570                             | 11,67%                                | 56                                    |
| Jabloko                                          | Яблоко                                | 2.252.403                             | 3,43%                                 | -                                     |
| Patriotten van Rusland                           | Патриоты России                       | 639.119                               | 0,97%                                 | -                                     |
| Rechtse Zaak                                     | Правое дело                           | 392.806                               | 0,60%                                 | -                                     |
| Geldige stembiljetten                            |                                       | 64.623.062                            | 98,43%                                |                                       |
| Ongeldige stembiljetten                          | Недействительные бюллетени            | 1.033.464                             | 1,57%                                 |                                       |
| Totaal (opkomst: 60,10%)                         |                                       | 69.537.065                            | 100,00                                | 450                                   |
| Totaal mogelijke kiezers                         |                                       | 109.237.780                           |                                       |                                       |
| Bron: Russische Nationale Kiescommissie          |                                       |                                       |                                       |                                       |